# Policía de Misiones

## Estructura
| Estructura jerárquica | Estructura jerárquica |
| Jerarquías            | Insignia              |
| --------------------- | --------------------- |
| Jefe                  |                       |
| Subjefe               |                       |
| Comisario General     |                       |
| Comisario Mayor       |                       |
| Comisario Inspector   |                       |
| Comisario             |                       |
| Subcomisario          |                       |
| Oficial Principal     |                       |
| Oficial Auxiliar      |                       |
| Oficial Ayudante      |                       |
| Oficial Subayudante   |                       |
| Subescalafón general  |                       |
| Suboficial Mayor      |                       |
| Suboficial Principal  |                       |
| Sargento Ayudante     |                       |
| Sargento 1.º          |                       |
| Sargento              |                       |
| Cabo 1.º              |                       |
| Cabo                  |                       |
| Agente                |                       |

La Policía de Misiones es una institución civil armada que depende del poder ejecutivo de la provincia de Misiones a través del Ministerio de Gobierno provincial.
Entre sus tareas más importantes se destacan: mantener el orden público, colaborar con la obtención y mantenimiento de la paz y convivencia social; resguardar la vida, los bienes y los derechos de la población; actuar como auxiliar del Poder Judicial; ejercer las funciones de la Policía Judicial e intervenir en la prevención e investigación de delitos.

## Historia
El primer cuerpo de policía en la provincia data de 1832, cuando se produce la anexión de Misiones a Corrientes. Sin embargo el grado de delincuencia, donde los maleantes buscaban los grandes yerbales llevó a que en 1856 se creara la Jefatura Militar en Misiones para la Policía y protección de los yerbales.
El 8 de mayo de 1856, un grupo de hombres liderados por el sargento Lino Martínez partió del Regimiento III de Siete Puntas (Corrientes) con destino en el paraje de San Javier, donde se instaló la primera Jefatura de la Policía de Misiones. De los doce efectivos la mitad permaneció en esa Comisaría y los demás fueron enviados a destacamentos del interior de la provincia.
Debido al escaso personal, era difícil mantener el control del territorio. Por ello, comenzaron a realizarse "partidas de campaña". Los agentes cabalgaban en medio de las picadas, caminos y serranías del interior de Misiones para cuidar a los colonos. El 20 de diciembre de 1868, el Gobierno de Corrientes nombró como jefe político del departamento Candelaria (actual Misiones) a Ángel Acuña, quien se instaló la sede policial en Trincheras de San José, actual Posadas. El cuartel contaba con treinta agentes de policía.
El 22 de diciembre de 1881, se promulgó la ley de Federalización del Territorio de Misiones, que la separó de la Provincia de Corrientes y reestructuró el cuerpo policial, que a pasó a ser Policía del Territorio Nacional de Misiones, que dependía del Ministerio del Interior de la Nación. Por ley, el territorio nacional quedó dividido en cinco departamentos (San Martín, Piray, San Javier, Iguazú y Monteagudo) y la policía debió distribuir el personal de acuerdo al área que abarcaba cada uno.
En 1953, con la provincialización de Misiones, se creó su policía mediante decreto 81/57, que pasó a depender del Ministerio de Gobierno de la Provincia.

## Autoridades

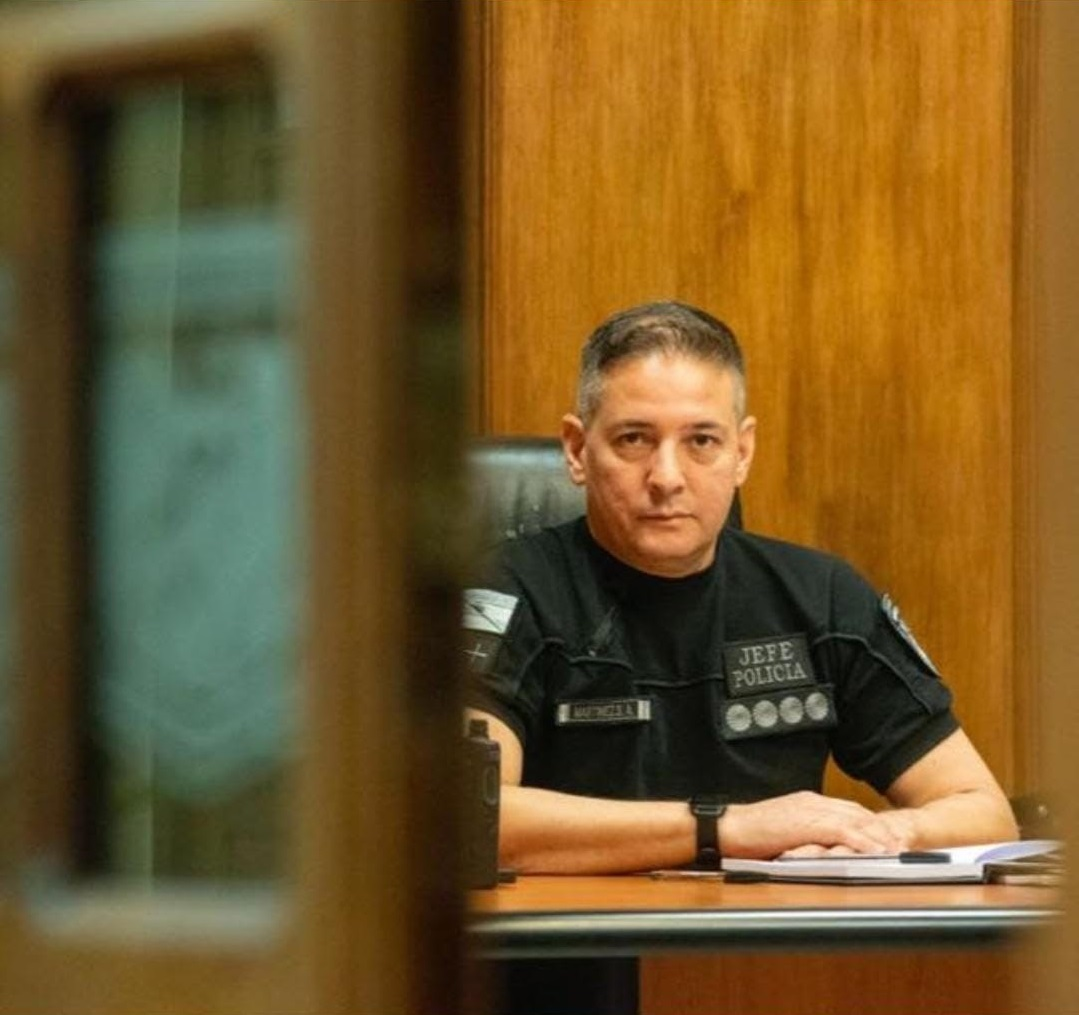
Sandro Martínez, Jefe de la Policía de Misiones.

El Jefe de la Policía de Misiones es el Comisario General Sandro Martínez. Subjefe es el Comisario General Marcos López Ascencio.

## Organización
Según el artículo 26.º de la Ley XVIII N.º 22 (antes Ley 3389/96) y mod Ley XVIII N.º 31 del Digesto Jurídico, la policía provincial se organiza de la siguiente forma:
1. Jefatura de Policía
2. Subjefatura de Policía
3. Plana Mayor Policial
4. Direcciones Generales:
  1. Seguridad
  2. Judicial
  3. Inteligencia Criminal
  4. Planeamiento y Estrategia
  5. Recursos Humanos
  6. Administración
  7. Formación, Capacitación y Desarrollo
  8. Seguridad Vial y Turismo
  9. Policía Científica
  10. Telecomunicaciones
  11. Servicios Sociales
5. Direcciones
6. Departamentos
7. Divisiones
8. Secciones

La Policía de Misiones se organiza en forma descentralizada en lo funcional estructurándose en trece Unidades Regionales distribuidas en la Provincia, que tienen a su cargo a divisiones y secciones:
- Unidad Regional I Posadas.
- Unidad Regional II Oberá.
- Unidad Regional III Eldorado.
- Unidad Regional IV Puerto Rico.
- Unidad Regional V Puerto Iguazú.
- Unidad Regional VI Leandro N. Alem.
- Unidad Regional VII Apóstoles.
- Unidad Regional VIII San Vicente.
- Unidad Regional IX Jardín América.
- Unidad Regional X Posadas.
- Unidad Regional XI Aristóbulo del Valle.
- Unidad Regional XII Bernardo de Irigoyen.
- Unidad Regional XIII San Ignacio.
- Unidad Regional XIV San Pedro.

## Galería

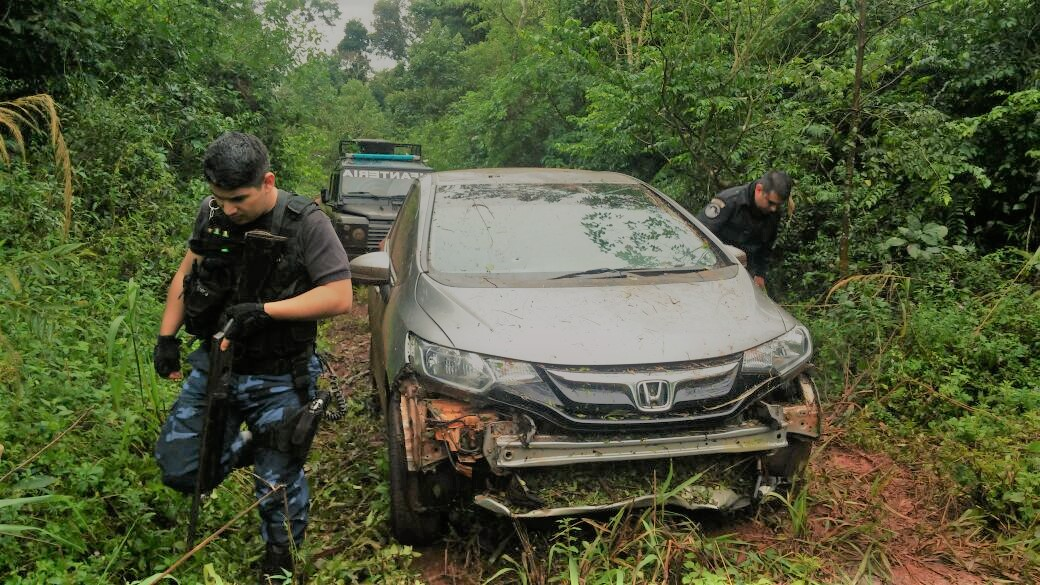
Procedimiento contra logística de mafias contrabandistas en Jardín América.
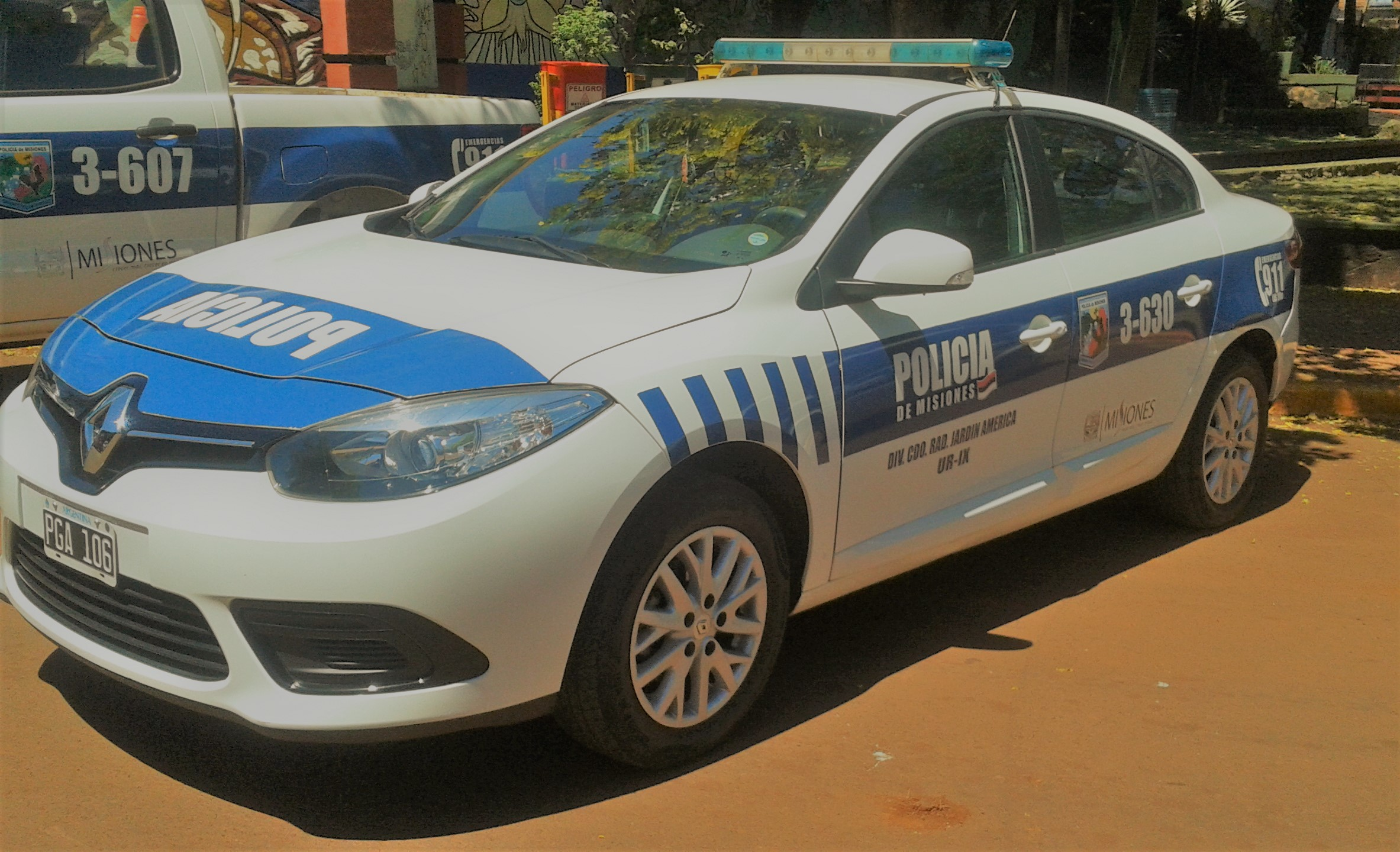
Patrulla de la Policía de Misiones.
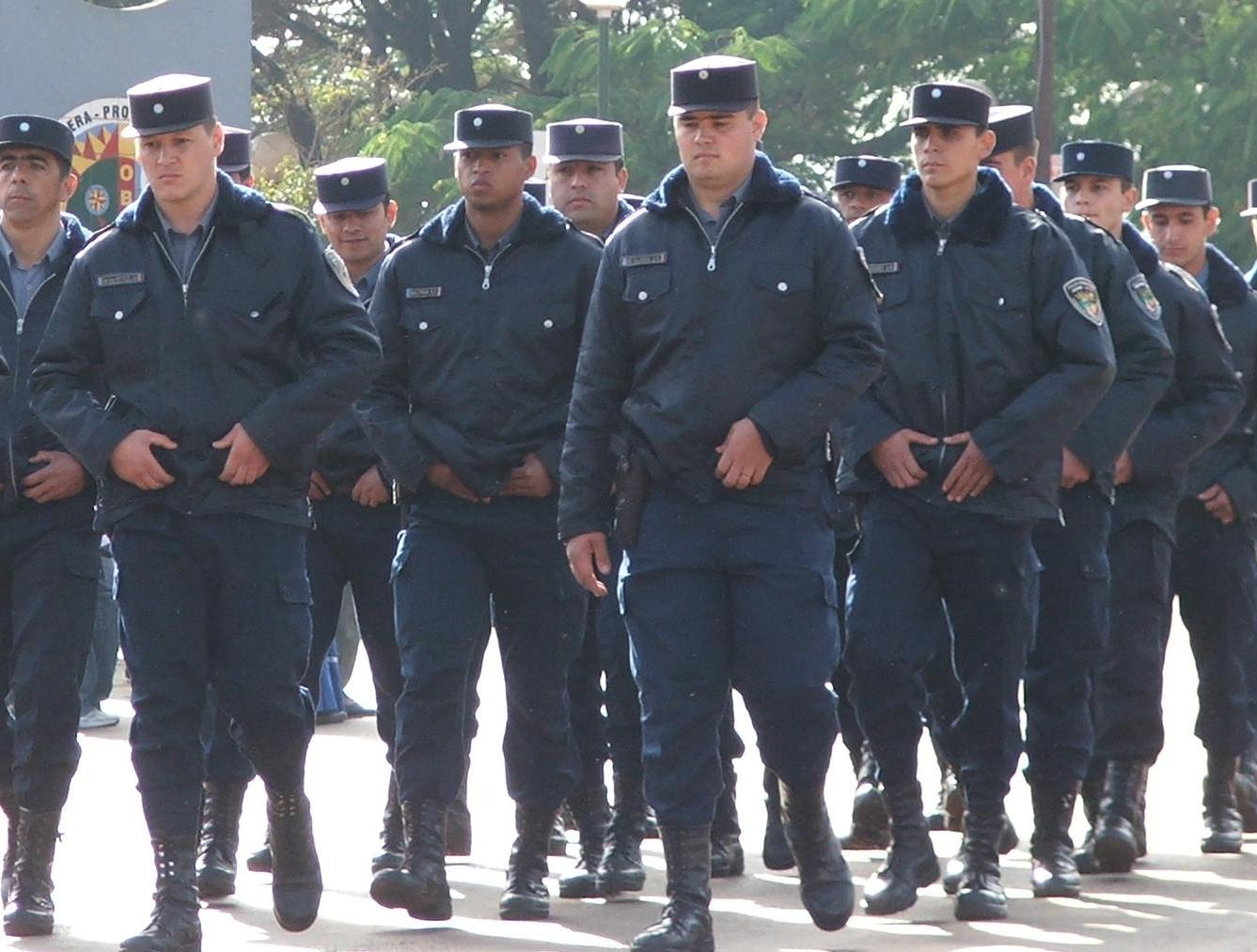
Agentes de la Policía de Misiones.
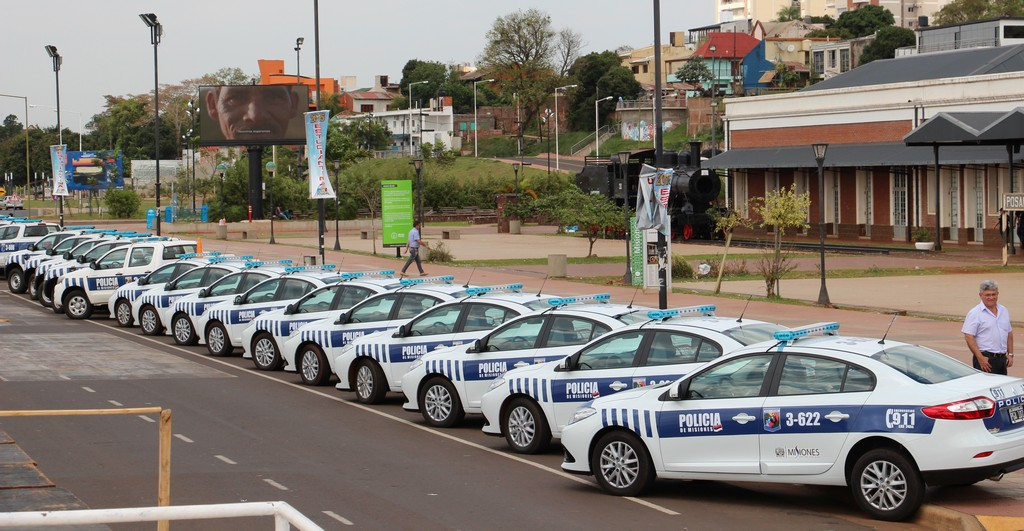
Patrulleros de la Policía de Misiones.
Central de monitoreo de las cámaras de seguridad en Oberá.
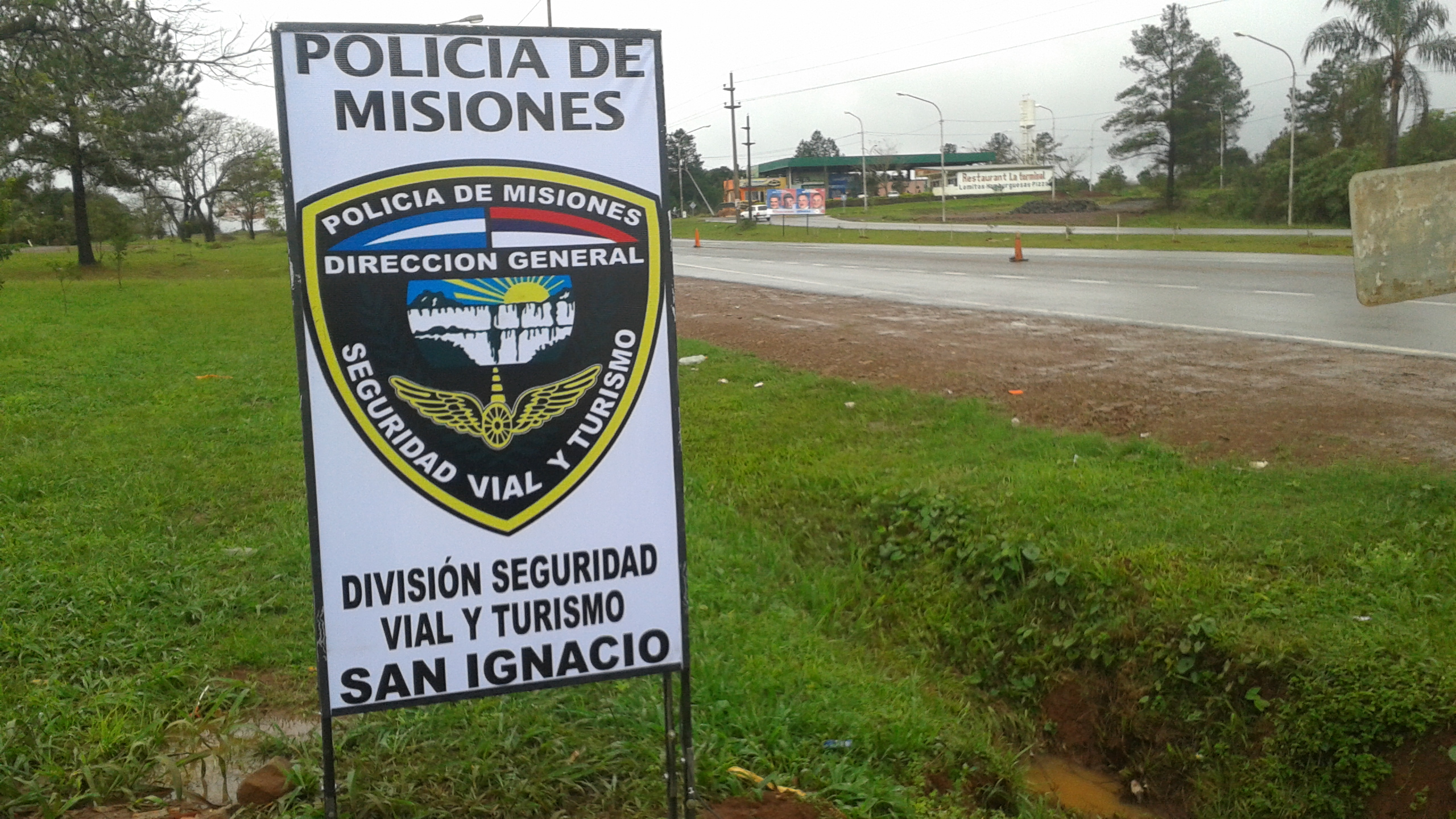
Control de División Seguridad Vial y Turismo en San Ignacio.
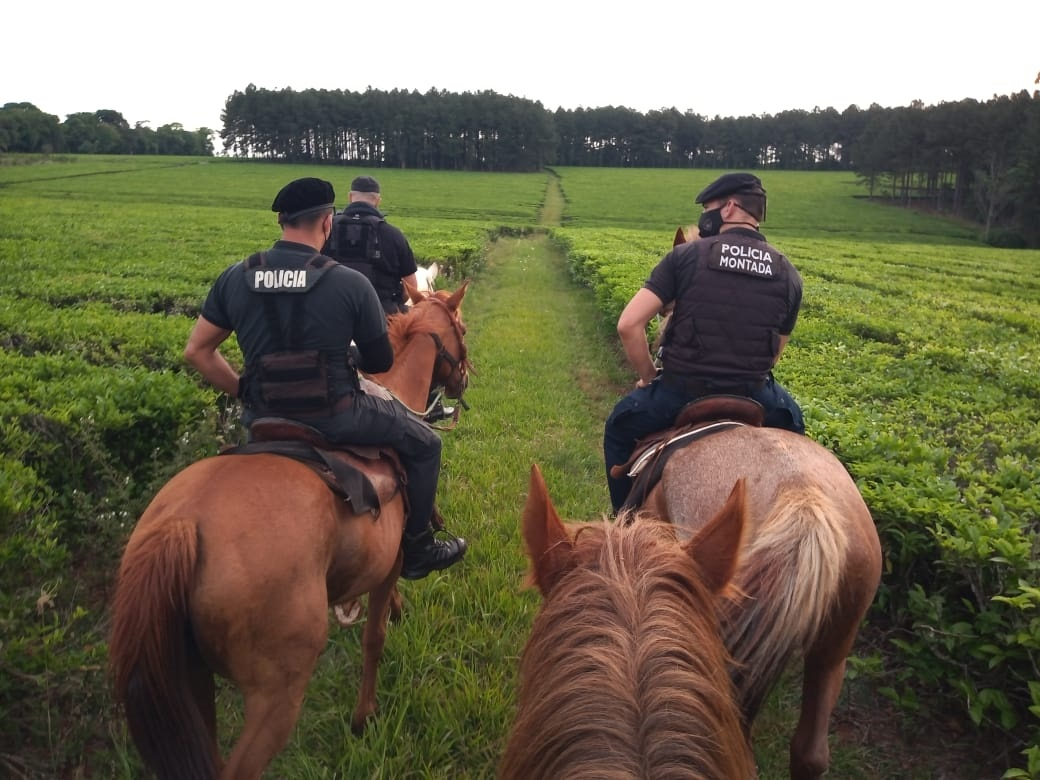
División Policía Montada Puerto Rico.
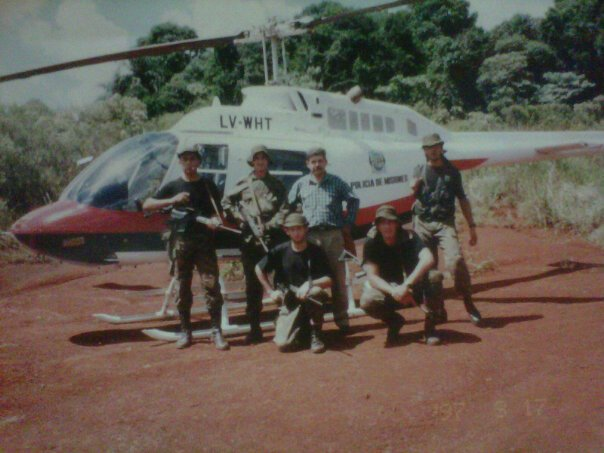
Grupo de Operaciones Especiales (GOE).
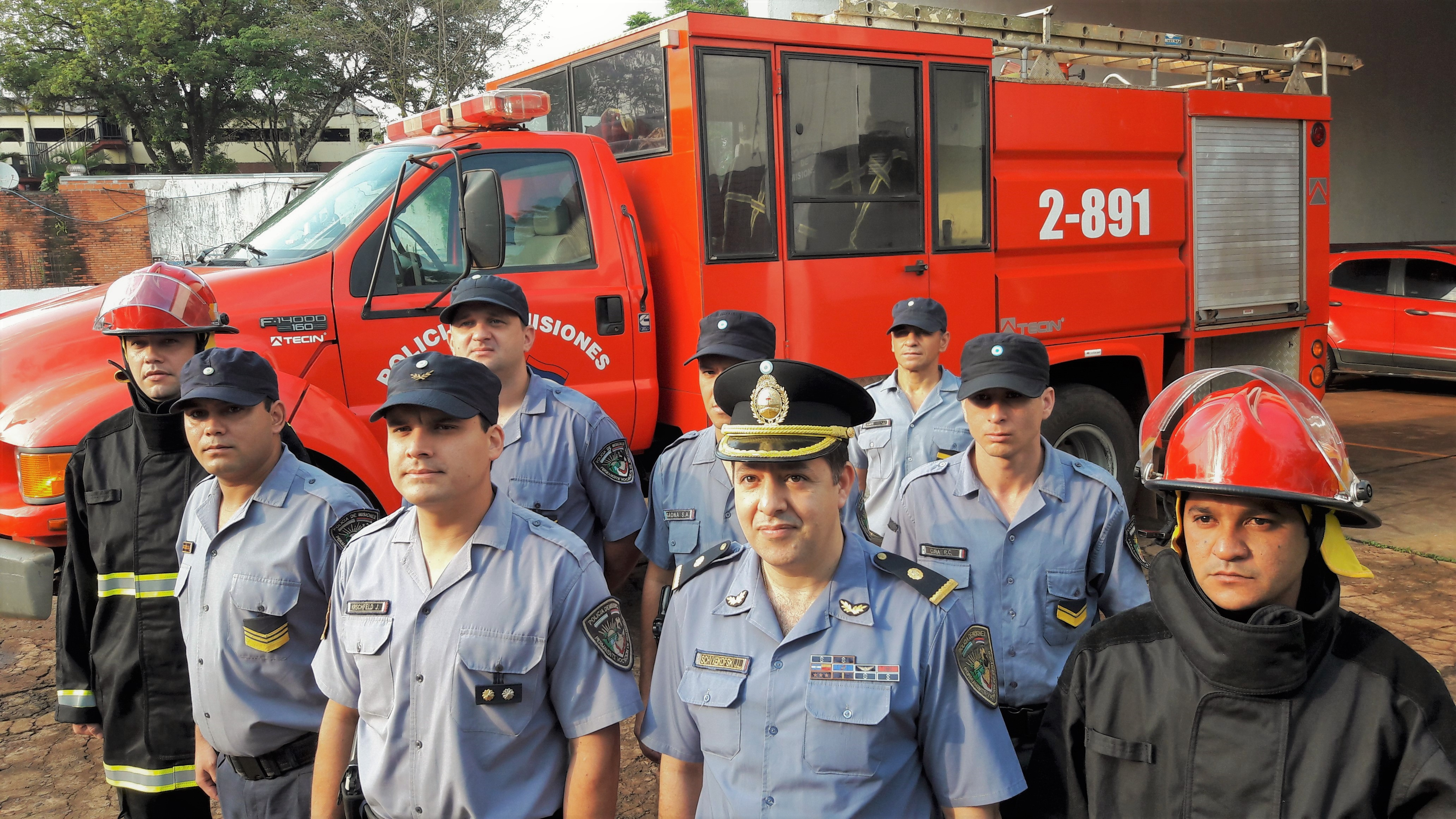
División Bomberos de la Policía de Misiones.
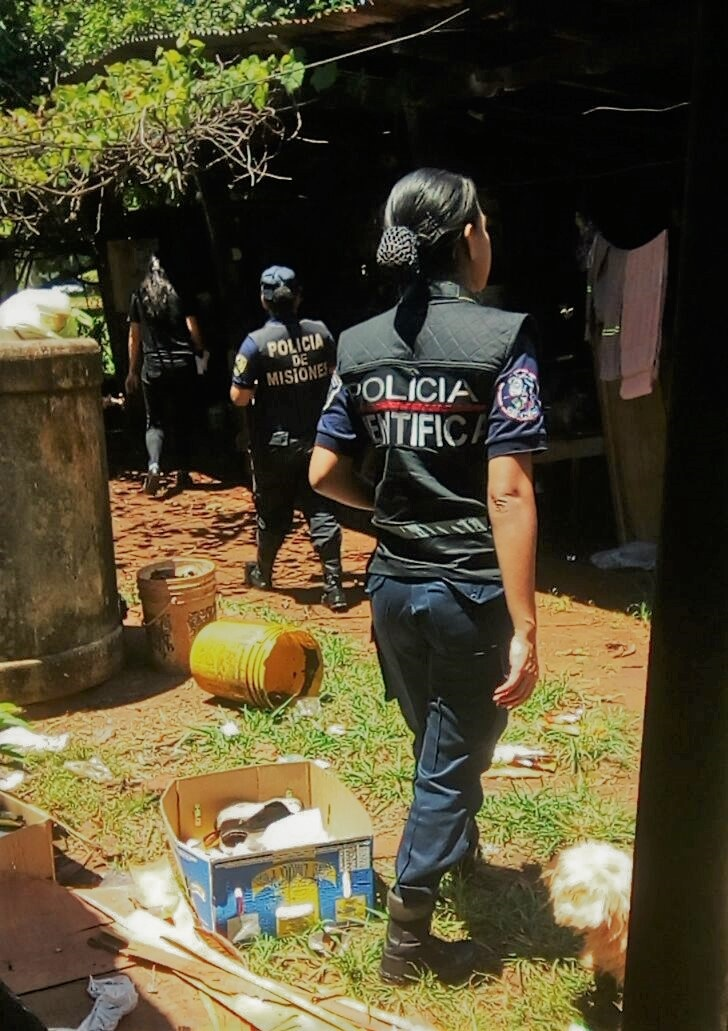
División Policía Científica.
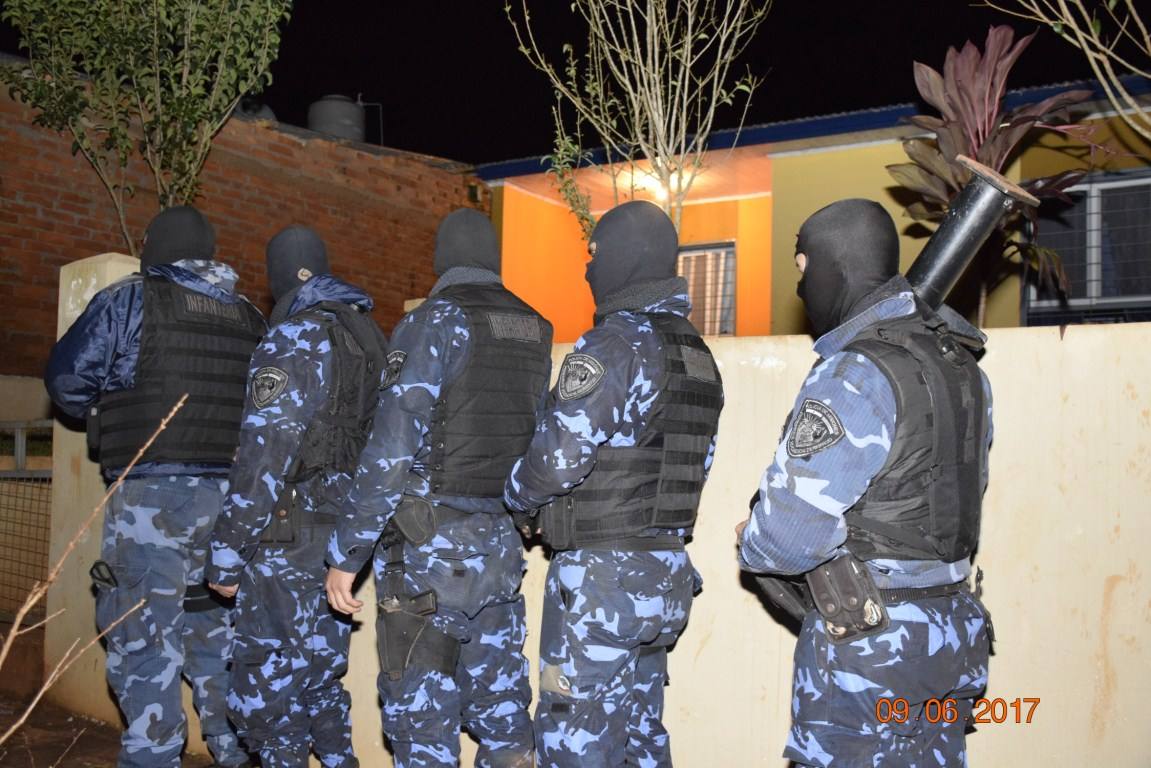
División Infantería.
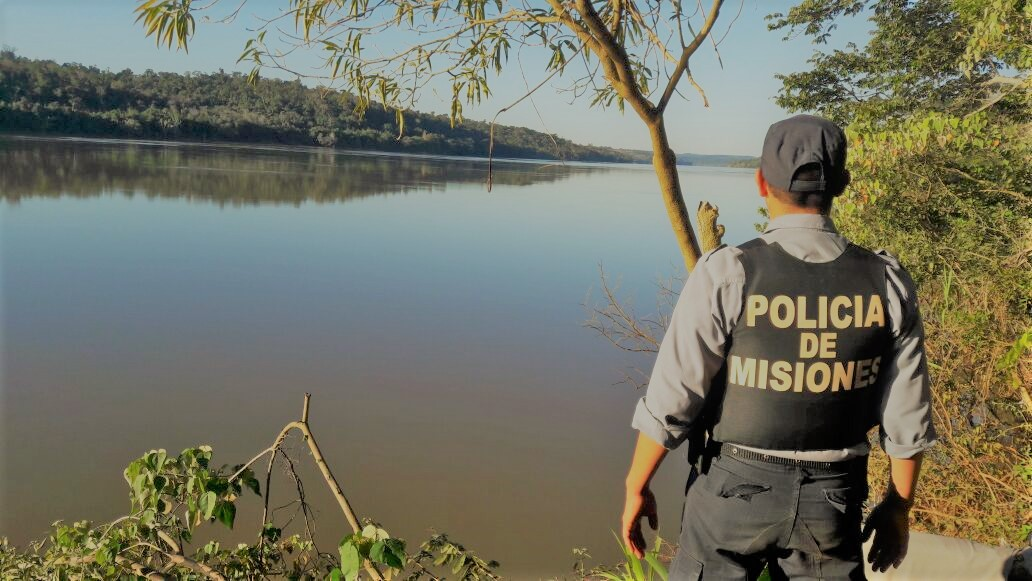
Control de frontera en Oasis.
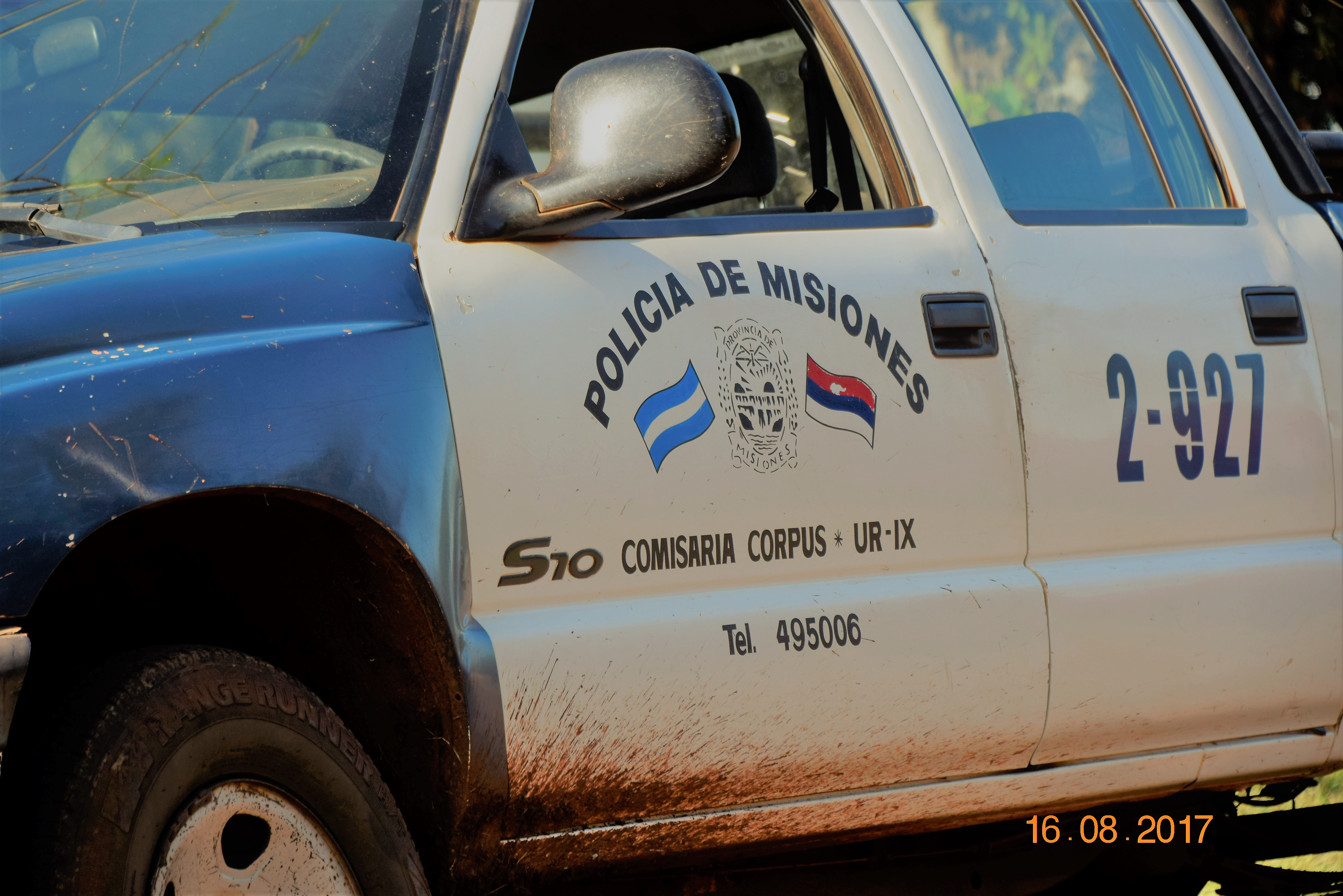
Móvil en Corpus.
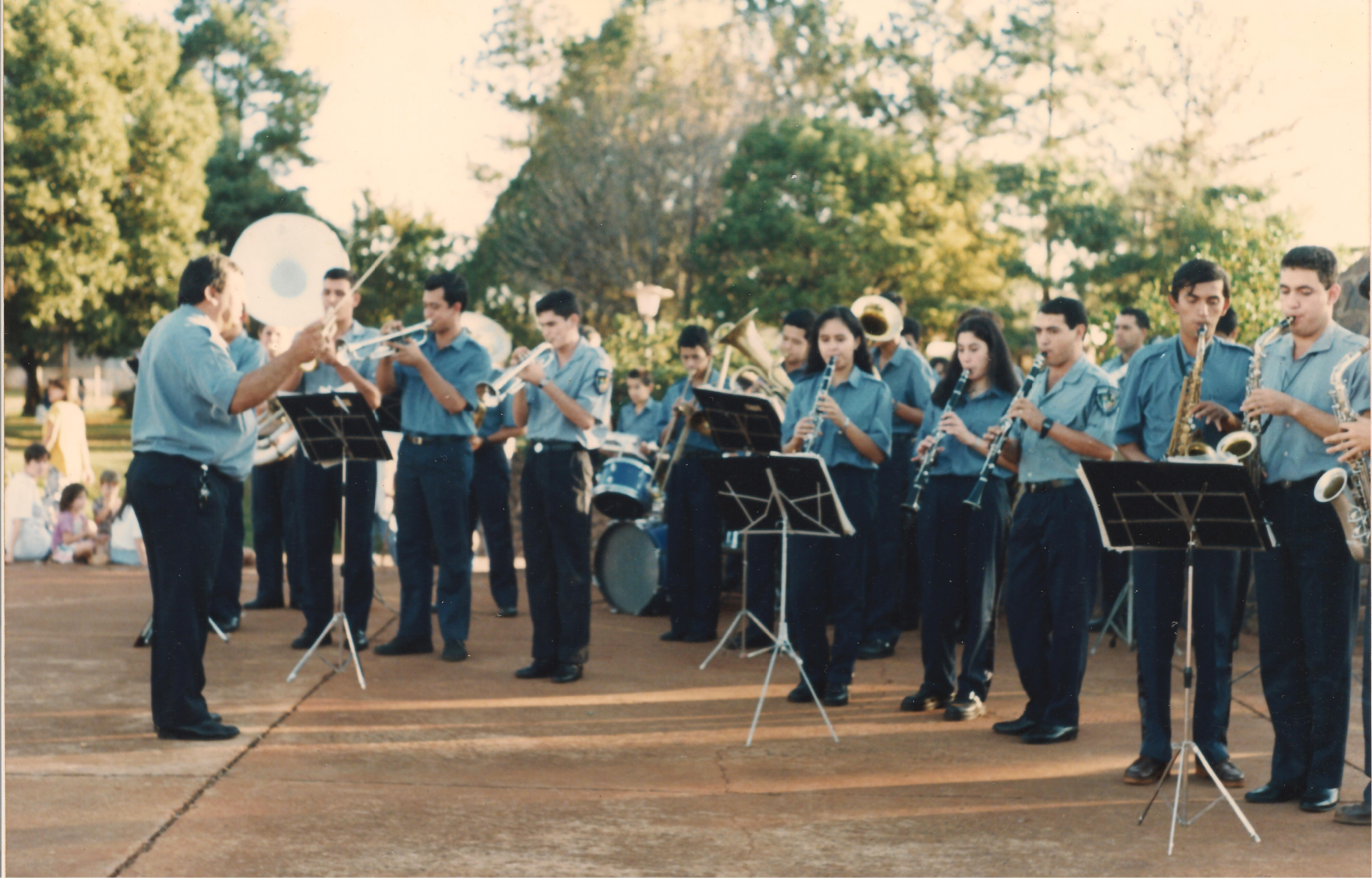
Banda de Música.

## Derechos Humanos
Como la mayoría de policías provinciales, la de Misiones estuvo involucrada en las violaciones a los derechos humanos desatada durante la última dictadura militar.
Un caso paradigmático es el del coronel retirado Luis Alberto Sarmiento, exministro de Gobierno de Misiones durante la dictadura, por el que la Justicia de Misiones ordenó la detención por crímenes de lesa humanidad. La orden de arresto fue dictada para que Sarmiento respondiera “sobre los secuestros, torturas y, en el caso de las mujeres, violaciones, cometidos en el departamento de informaciones” de la policía de Misiones –que funcionó como centro clandestino de detención– mientras era ministro de Gobierno. “En ese cargo, no pudo desconocer lo que ocurría en la policía, que dependía de él. Por eso está sospechado de ser autor mediato o partícipe primario o secundario” de los hechos.
La causa abarca a 43 víctimas y tiene a otros represores con pedido de indagatoria. Un tramo del expediente fue incluso elevado a juicio oral.
Los investigadores señalaron que el coronel fue ministro de Gobierno de Misiones desde marzo del ’76 a marzo del ’77, es decir que dirigió a la policía provincial en el período de mayor represión de la dictadura. El 85 por ciento de los casos denunciados de secuestros y torturas en la provincia ocurrieron mientras él tenía a su cargo a la policía.